# Ydroúsa (île)
Ydroúsa (grec moderne : Υδρούσα) est une île de Grèce, située en mer Égée au large de la ville de Voúla en banlieue d'Athènes. Elle est inhabitée.
Elle est mentionnée dès l’Antiquité, par Strabon, sous le nom d’Hydroussa (grec ancien : Ὑδροῦσσα / Hydroûssa, « pleine d’eau »).